# الکساندر چاپلین
الکساندر چاپلین (انگلیسی: Alexander Chaplin؛ زادهٔ ۲۰ مارس ۱۹۷۱) یک هنرپیشه اهل ایالات متحده آمریکا است.

## گزیده فیلمشناسی
از فیلم‌ها یا برنامه‌های تلویزیونی که وی در آن نقش داشته‌است می‌توان به آثار زیر اشاره کرد.
- ۳۰ روز (۱۹۹۹)
- آلما ماتر (۲۰۰۲)
- شیره (۲۰۱۳)
- مارک فیورستین (۲۰۰۹)
- بتی بی‌ریخته (۲۰۰۹)
- همسر خوب (۲۰۱۳)
- کاش من اینجا بودم (۲۰۱۴)
- دره سیلیکون (مجموعه تلویزیونی) (۲۰۱۵)
- اسکورپیون (مجموعه تلویزیونی) (۲۰۱۵)
- خانم وزیر (مجموعه تلویزیونی) (۲۰۱۵)
- ابتدایی (مجموعه تلویزیونی) (۲۰۱۶)